# Битка при Коронел
Морската битка при Коронел се състои на 1 ноември 1914 недалеч от брега на Централно Чили в близост до град Коронел.
Сили от Имперския германски флот (Kaiserliche Marine), водени от вицеадмирал граф Максимилиан фон Шпее, срещат и побеждават ескадрата на Кралския флот, командвана от контраадмирал сър Кристофър Крадък.
Сражението вероятно се случва в резултат от поредица от недоразумения. Никой от адмиралите не очаква да срещне другия в пълна сила. На Крадък е наредено да се бие докрай, въпреки че е силно превъзхождан. Въпреки че Шпее постига лесна победа, унищожавайки 2 вражески въоръжени крайцера срещу само трима ранени моряци от германска страна, сражението му струва половината боеприпаси, като не му остават за презареждане.
Шокът от британската загуба води до незабавна реакция и изпращането на повече кораби, които на свой ред побеждават Шпее и мнозинството от ескадрата му в битката при Фолкландските острови.

## История на сражението
Британците не разполагат с достатъчно ресурси, за да противостоят на германската Източноазиатска ескадра: броненосните крайцери „Шарнхорст“ (на немски: SMS Scharnhorst), „Гнайзенау“ (на немски: SMS Gneisenau) и леките крайцери (бронепалубни) „Дрезден“ (на немски: SMS Dresden), „Нюрнберг“ (на немски: SMS Nürnberg) и „Лайпциг“ (на немски: SMS Leipzig), при бреговете на Южна Америка. Контраадмирал Крадък командва ескадра от броненосните крайцери „Гуд Хоуп“ (на английски: HMS Good Hope) и „Монмът“ (на английски: HMS Monmouth), лекият крайцер „Глазгоу“ (на английски: HMS Glasgow) и въоръженият търговски кораб „Отранто“ (на английски: SS Otranto). Ескадрата е усилена с „Канопос“ (на английски: HMS Canopus), стар броненосец от додреднаутната ера и от броненосния крайцер „Дифенс“ (на английски: HMS Defence), обаче последният пристига едва след битката при Коронел. Крадък решава да не взема със себе си „Канопос“, възможно поради неговата ниска скорост, която ще го лиши от възможността да въвлече в сражение германската ескадра.
Източноазиатската ескадра притига в Коронел по пладне на 1 ноември. Неочаквано за Шпее, освен „Глазгоу“ германските моряци виждат още и „Гуд Хоуп“, „Монмът“ и „Отранто“. „Канопос“ се намира на 560 км от британската ескадра заедно с въглевозите. В 16.17 от „Глазгоу“ виждат немските кораби. Крадък формира боен ред с крайцера „Гуд Хоуп“ начело, „Монмът“ и „Глазгоу“ отзад и „Отранто“ в тила. Шпее решава да не влиза в бой докато слънцето не залезе, след което силуетите на британските кораби ще бъдат ясно видими на фона на слънцето, а силуетите на неговите кораби ще се размиват на фона на брега зад тях. Германската ескадра се разгръща и поема курс, почти паралелен на британските кораби, бавно намалявайки дистанцията. Крадък разбира, че „Отранто“ ще е безполезен в редицата и му заповядва да се оттегли. Силното вълнение на морето затруднява стрелбата от казематните оръдия на броненосните крайцери и на двете страни.
Към 18.07 разстоянието между ескадрите намалява до 13,5 км. В 18.37 Шпее заповядва на корабите си да открият огън, разстоянието между ескадрите съставлява 10,4 км. Всеки немски кораб води огън по противостоящия му кораб в линията на британците. „Гнайзенау“ стреля по „Монмът“. „Гнайзенау“ накрива „Монмът“ с третия залп, един от снарядите разбива предната кула, покривът ѝ е отнесен и кулата е обхваната от пламъци. „Гнайзенау“ води огън с бронебойни снаряди, германските артилеристи имат множество попадения, изваждайки от строй болшинството от оръдията на „Монмът“. Към 18.50 „Монмът“, който получава тежки повреди от „Гнайзенау“, излиза от линията. „Гнайзенау“ се присъединява към „Шарнхорст“, който води огън по „Гуд Хоуп“. В това време „Гнайзенау“ е ударен от снаряд в задната кула, обаче той без да пробива бронята, се взривява отвън, пожар обхваща поставените там спасителни жилетки. Екипажът му бързо успява да го потуши.
В това време „Нюрнберг“ се приближава до „Монмът“ и започва да го обстрелва. В 19.23 оръдията на „Гуд Хоуп“ замлъкват, след два мощни взрива, а германските артилеристи прекратяват огъня. „Гуд Хоуп“ изчезва в тъмнината. Шпее заповядва на леките крайцери да преследват своите наранени опоненти и заповядва да ги довършат с торпеда. Тежките крайцери Шпее повежда на юг. В 19.20, при приближаването на германските леки крайцери, „Глазгоу“ е принуден да изостави „Монмът“. „Глазгоу“ успява да се оттегли на юг и да се срещне с броненосеца „Канопос“. Буря скрива „Монмут“ от германските кораби, но в крайна сметка той се преобръща и потъва в 20.18. Над 1600 души загиват заедно с два броненосни крайцера, в т.ч. и командирът на ескадрата контраадмирал Крадък. Германската ескадра понася незначителни щети. Британците 4 пъти уцелват „Гнайзенау“, но повредите са леки, два члена на екипажа получават леки рани. Обаче германските кораби изхабяват над 40% от своя боекомплект.

## Коментари
1. ↑  В официалната немска класификация от онова време няма понятието броненосен крайцер, а те са класифицирани като „големи крайцери“ (на немски: Großer Kreuzer).
2. ↑  Префиксът „SMS“ е от на немски: Seiner Majestat Schiff (Кораб на Негово Величество).
3. ↑  Според немската класификация те се обозначават като малки крайцери (на немски: Kleiner Kreuzer).